# Hereford (taurine)

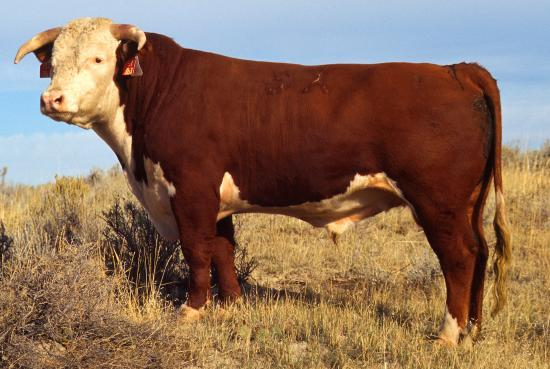
Taur rasa Hereford

Hereford este o rasă de taurine precoce cu dezvoltare masivă, creată în Anglia, specializată pentru producția de carne.
Are culoarea roșie, cu excepția capului, abdomenului și extremităților membrelor, care sunt albe.
Randamentul la tăiere este de 55-62% carne.
Acest articol conține text din Dicționarul enciclopedic român (1962-1966), aflat acum în domeniul public.